# Celtis tessmannii
Celtis tessmannii là một loài thực vật có hoa trong họ Cannabaceae. Loài này được Rendle mô tả khoa học đầu tiên năm 1915.